# Carl Franz van der Velde
Carl Franz van der Velde (* 27. September 1779 in Breslau, Schlesien; † 6. April 1824 ebenda) war ein deutscher Stadtrichter und Autor von historischen Romanen.

## Leben
Der als Sohn des von einer Hugenottenfamilie abstammenden Stempelrendanten Johann van der Velde und der Beata Rosina van der Velde, geborene Gartschok, am 27. September 1779 in Breslau geborene Carl Franz van der Velde arbeitete nach seinem Studium der Rechte als Stadtrichter und betätigte sich nebenbei als Schriftsteller. Dabei verfasste er vor allem Fortsetzungsgeschichten für die Dresdner Abend-Zeitung. 1823 wechselt er erstmals mit der Erzählung Das Liebhaber-Theater auf das Feld der Humoreske, um damit eine neue Tradition zu begründen. Seine Sämtlichen Schriften erschienen 1819–1827 in 25 Bänden. Er starb bereits im Alter von 44 Jahren am 6. April 1824. Die beiden letzten Werke erschienen posthum. Er war mit Phillipine Wilhelmine Elisabeth Schleyer († 1856) verheiratet, mit der er eine Tochter, Bertha van der Velde (* 19. Dezember 1809; † 9. November 1834), und zwei Söhne, Arnold Johann Carl Franz Fr. W. Van der Velde (1806–1882) und Otto van der Velde († 1841) hatte.

## Werke
- Der Flibustier. 1818.

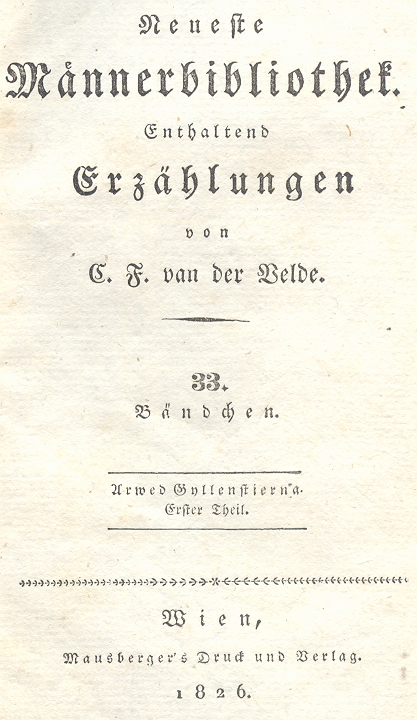
Erzählungen, Wien 1826 (Titelseite)

- Prinz Friedrich. Eine Erzählung aus der ersten Hälfte des achtzehnten Jahrhunderts. Arnoldische Buchhandlung, Dresden 1820.
- Die Eroberung von Mexiko. Ein historisch-romantisches Gemälde aus dem ersten Viertel des sechzehnten Jahrhunderts. Arnoldische Buchhandlung, Dresden 1821.
- Die Lichtensteiner. Eine Erzählung aus den Zeiten des dreißigjährigen Krieges. Arnold, Dresden 1822.
- Die Wiedertäufer. Eine Erzählung aus der ersten Hälfte des sechzehnten Jahrhunderts. Arnold, Dresden 1822.
- Der Maltheser. Eine Erzählung aus der letzten Hälfte des siebzehnten Jahrhunderts. Arnoldische Buchhandlung, Dresden 1822.
- Arwed Gyllenstierna. Eine Erzählung aus dem Anfange des achtzehnten Jahrhunderts. Arnoldische Buchhandlung, Dresden 1823.
- Die Patrizier. Eine Erzählung aus dem letzten Drittel des sechzehnten Jahrhunderts, nach alten Urkunden. Arnold, Dresden 1823.
- Der böhmische Mägdekrieg. Ein Nachtstück aus dem zweiten Viertel des achten Jahrhunderts. Arnold, Dresden 1824
- Christine und ihr Hof. Eine Erzählung aus der letzten Hälfte des siebenzehnten Jahrhunderts. Arnold, Dresden 1824 (zuvor in der Abend-Zeitung. 1823, Nr. 263–299 veröffentlicht)
- Die Gesandtschaftsreise nach China. Eine Erzählung aus der letzten Hälfte des achtzehnten Jahrhunderts. Arnold, Dresden 1825.
- Das Horoskop. Eine Erzählung aus der Zeit der innern Kriege Frankreichs. Nach einer wahren Begebenheit aus der Gottfriedschen Chronik. Arnold, Dresden 1825.
- Sämmtliche Schriften. 27 Bände, Arnold, Dresden [u. a.] 1830–1832 (Digitalisat)